# Черна Мадона
Вижте пояснителната страница за други значения на Мадона.
Черната Мадона е статуя или изображение на Дева Мария, на които тя е потъмняла и изглежда с черна кожа. В Южна Франция съществуват стотици „черни Мадони“. Такива има в Белгия, Великобритания, Германия, Еквадор, Италия, Ирландия, Испания, Литва, Люксембург, Малта, Мексико, Полша, Португалия, Румъния, САЩ, Унгария, Франция, Хърватия и Швейцария.
Западните народни легенди за „черни Мадони“, „черни разпятия“ и подобни изображения на светци са свързани с естественото потъмняване на живописта.

## Ченстохова, Полша
Черната Мадона е полски символ и се намира в Ясногурския манастир. Най-старият писмен документ за нейното съществуване в Ченстохова е подписан от епископ Олешницки (1450 г.). За нея има много и най-различни легенди. Смята се, че е чудотворна и една от иконите на Богородица, създадени от свети апостол и евангелист Лука. Прочутият полски историк от XV век Ян Длугош (1415 – 1480) съобщава първи за това в Długosz, Historia Polonicae Libri XIII и Liber beneficiorum. Според него Черната Мадона „пътува“ от Йерусалим до Константинопол, от там през България, Бохемия и други места достига владенията на руския княз Лев. Скрита е в един замък в Галиция, но водещият там война полски княз Владислав Ополчик я намира случайно. Една татарска стрела ранява иконата, която извършва чудо (пада мъгла) и поляците побеждават. Князът дава обещание да построи манастир. Конете, возещи иконата, се спират едва в Ченстохова, където в 1382 г. князът основава сегашния манастир.
Друга легенда, записана през 1524 г., разказва следното: през 1430 г. няколко крадци-хусити ограбват манастира и скъпоценните украшения на Черната мадона. След това един хусит хвърлил иконата, друг я посякъл с меч. Първият хусит умрял на място, на другия изсъхнала ръката. Повредената икона била показана на крал Владислав II, който наредил на придворните си художници да я възстановят. Новата боя залепнала върху старата едва след много напразни опити.
От 1950 г. особена група, съставена от различни специалисти, изследва иконата с най-модерни методи и постоянно следи нейното състояние. Редовно се издават бюлетини от комисия, в която са избрани известни полски учени и висши духовници. Може да се твърди, че Черната Мадона е най-добре изследваното произведение на изкуството в света. Най-правдоподобно изглежда е мнението, че живописта, която сега се вижда, е от 1430 г., но някои изкуствоведи я атрибутират като чешка, 14 век. Рентгеновите снимки показват, че под образите на Мадоната и Христос се намира по-стар живописен слой, а останалата част е рисувана на платно, залепено на старата липова дъска, вероятно по време на реставрацията през 1430 г. Отдавна се водят спорове и за първоначалния вид и датировка на иконата. Тя се колебае между 12 и 14 век. Проф. Войчех Курпик, последният ѝ изследовател, застъпва теорията, че иконата е балканска, от 13 век, и е била донесена в Полша чрез Унгария.
От началото на 18 век Черната Мадона в Ченстохова се почита особено в Русия, където има много православни икони, известни и надписани като „Богоматерь Ченстоховская“ или „Умяхчение злых сер(де)ц“. Иконографичният тип на подобни изображения на Богородицата с Младенеца се нарича в изкуствознанието „Одигитрия“.

## Други Черни Мадони
- Испания– Дева Мария на Argeme, Coria.
- Испания– Дева Мария от Канделария на Тенерифе.